# Simanaere Botomuzoi
Simanaere Botomuzoi is een bestuurslaag in het regentschap Nias van de provincie Noord-Sumatra, Indonesië. Simanaere Botomuzoi telt 1573 inwoners (volkstelling 2010).